# Novum Testamentum
Novum Testamentum est une revue académique trimestrielle internationale couvrant divers aspects du Nouveau Testament ainsi que des études connexes.

## Histoire
Depuis 1956, Novum Testamentum est une revue internationale de premier plan, éditée en anglais, en français et en allemand, consacrée à l'étude du Nouveau Testament et de sujets connexes. Cela comprend des études critiques de texte, philologiques et exégétiques, ainsi que des enquêtes qui cherchent à situer les premiers textes chrétiens (à la fois canoniques et non canoniques) et la théologie dans le contexte plus large de l'histoire, de la culture, de la religion et de la littérature juives et gréco-romaines. 
La revue représente une ressource inégalée sur le sujet. Il y a une section complète de critiques de livres dans chaque volume, présentant au lecteur une large section de titres consacrés au Nouveau Testament.